# Freddy Cannon

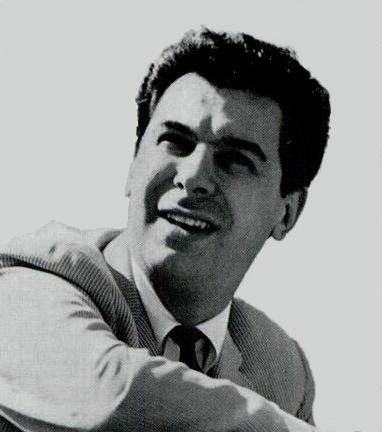
Freddy Cannon

Freddy Cannon (* 4. Dezember 1940 in Lynn (Massachusetts); eigentlich Frederico Anthony Picariello Jr.) ist ein US-amerikanischer Rock ’n’ Roll-Sänger, der in den späten 1950er und frühen 1960er Jahren einige Hits hatte.

## Leben
Cannon wuchs nördlich von Boston in dem Vorort Lynn auf und begann sich schon früh für schwarze Musik zu interessieren. Dieses Interesse wurde durch das musikalische Engagement seiner Eltern (sein Vater spielte Trompete, seine Mutter betätigte sich als Songwriterin) noch verstärkt. Zu seinen Einflüssen zählen Buddy Johnson, Big Joe Turner und vor allem Chuck Berry.
Cannon schloss sich einer Gruppe namens The Spindrifts an, bei der er sang und Rhythmusgitarre spielte. Nachdem er mit der Gruppe einen Song namens Cha-Cha-Do veröffentlicht hatte, trennte sich die Band und Cannon gründete Freddy Karmon & the Hurricanes, mit denen er eine Reihe von Auftritten absolvierte.
Cannon nahm mit seiner Band ein Demotape des Rock-’n’-Roll-Songs Rock and Roll Baby auf, den seine Mutter für ihn verfasst hatte. Dieses Tape bekam Musikproduzent Bob Crewe und zusammen mit Frank Slay schrieb er den Song zu Tallahassee Lassie um. Cannon bekam einen Plattenvertrag bei Swan Records, zog nach Philadelphia und änderte auf Wunsch des Swan-Bosses Bernie Binnick seinen Namen von Freddy Karmon zu Freddy Cannon.
In den nächsten Jahren hatte Cannon eine Reihe von Hits, darunter Palisades Park, Okefenokee, Chattanoogie Shoe Shine Boy, Way Down Yonder In New Orleans, Muskrat Ramble und später Humdinger, Transistor Sister, Teen Queen of the Week und If You Were a Rock and Roll Record. In der ersten Hälfte der 1960er Jahre wechselte Cannon zu Warner Brothers Records, wo er Hits wie Abigail Beecher, Action, Beechwood City und The Dedication Song veröffentlichte. Auch nachdem die Erfolge nachgelassen hatten, trat Cannon weiterhin regelmäßig auf.

## Diskografie

### Alben
| Jahr | Titel                       | Höchstplatzierung, Gesamtwochen, AuszeichnungChartplatzierungen (Jahr, Titel, Platzierungen, Wochen, Auszeichnungen, Anmerkungen) | Höchstplatzierung, Gesamtwochen, AuszeichnungChartplatzierungen (Jahr, Titel, Platzierungen, Wochen, Auszeichnungen, Anmerkungen) | Anmerkungen |
| Jahr | Titel                       | UK | US | Anmerkungen |
| ---- | --------------------------- | --- | --- | ----------- |
| 1960 | The Explosive Freddy Cannon | UK1 (11 Wo.)UK | — |             |
| 1962 | Palisades Park              | — | US101 (5 Wo.)US |             |

Weitere Alben
- 1960: Freddy Cannon Sings Happy Shades of Blue
- 1960: Freddy Cannon’s Solid Gold Hits
- 1962: Steps Out
- 1963: Bang On
- 1964: Freddy Cannon
- 1965: Action
- 1966: Freddy Cannon’s Greatest Hits
- 1982: 14 Booming Hits
- 1991: His Latest & Greatest
- 1995: The Best of Freddy "Boom Boom" Cannon
- 2002: Where The Action Is The Very Best 1964-1981
- 2002: Have A Boom Boom Christmas!!
- 2003: The Best of Freddy Cannon
- 2009: Boom Boom Rock ’n’ Roll: The Best Of Freddy Cannon

### Singles
| Jahr | Titel Album                                                    | Höchstplatzierung, Gesamtwochen, AuszeichnungChartplatzierungen (Jahr, Titel, Album, Platzierungen, Wochen, Auszeichnungen, Anmerkungen) | Höchstplatzierung, Gesamtwochen, AuszeichnungChartplatzierungen (Jahr, Titel, Album, Platzierungen, Wochen, Auszeichnungen, Anmerkungen) | Anmerkungen |
| Jahr | Titel Album                                                    | UK | US | Anmerkungen |
| ---- | -------------------------------------------------------------- | --- | --- | ----------- |
| 1959 | Tallahassee Lassie The Explosive Freddy Cannon                 | UK17 (8 Wo.)UK | US6 (15 Wo.)US |             |
| 1959 | Way Down Yonder In New Orleans The Explosive Freddy Cannon     | UK3 (17 Wo.)UK | — |             |
| 1960 | Chattanoogie Shoe Shine Boy The Explosive Freddy Cannon        | — | US34 (7 Wo.)US |             |
| 1960 | California Here I Come The Explosive Freddy Cannon             | UK24 (3 Wo.)UK | — |             |
| 1960 | Indiana The Explosive Freddy Cannon                            | UK42 (1 Wo.)UK | — |             |
| 1960 | Jump Over Freddy Cannon’s Solid                                | UK18 (10 Wo.)UK | US28 (10 Wo.)US |             |
| 1960 | The Urge Freddy Cannon’s Solid                                 | — | US60 (3 Wo.)US |             |
| 1960 | Humdinger Freddy Cannon’s Solid                                | — | US59 (4 Wo.)US |             |
| 1960 | Muskrat Ramble Freddy Cannon’s Solid                           | UK32 (5 Wo.)UK | US54 (6 Wo.)US |             |
| 1961 | Buzz Buzz A-Diddle-It The Explosive Freddy Cannon              | — | US51 (8 Wo.)US |             |
| 1961 | Transistor Sister Palisades Park                               | — | US35 (8 Wo.)US |             |
| 1961 | For Me And My Gal Palisades Park                               | — | US71 (6 Wo.)US |             |
| 1962 | Twistin’ All Night Long –                                      | — | US68 (5 Wo.)US |             |
| 1962 | Teen Queen of the Week Palisades Park                          | — | US92 (2 Wo.)US |             |
| 1962 | Palisades Park                                                 | UK20 (9 Wo.)UK | US3 (15 Wo.)US |             |
| 1962 | What’s Gonna Happen When Summer’s Done Freddy Cannon Steps Out | — | US45 (4 Wo.)US |             |
| 1962 | If You Were A Rock And Roll Record Freddy Cannon Steps Out     | — | US67 (5 Wo.)US |             |
| 1963 | Patty Baby Freddy Cannon Steps Out                             | — | US65 (7 Wo.)US |             |
| 1963 | Everybody Monkey Freddy Cannon Steps Out                       | — | US52 (7 Wo.)US |             |
| 1964 | Abigail Beecher Freddie Cannon                                 | — | US16 (8 Wo.)US |             |
| 1965 | Action                                                         | — | US13 (9 Wo.)US |             |
| 1966 | The Dedication Song –                                          | — | US41 (6 Wo.)US |             |
| 1981 | Let’s Put The Fun Back In Rock N Roll –                        | — | US81 (4 Wo.)US |             |

Weitere Singles
- 1959: Okefenokee
- 1960: Happy Shades of Blue
- 1961: Opportunity
- 1963: Four Letter Man
- 1963: That’s The Way Girls Are
- 1963: Sweet Georgia Brown
- 1963: The Ups And Downs Of Love
- 1964: Odie Cologne
- 1964: Gotta Good Thing Goin’
- 1964: Too Much Monkey Business
- 1964: In The Night
- 1965: Let Me Show You Where It's At
- 1965: She’s Somethin’ Else
- 1966: The Greatest Show On Earth
- 1966: The Laughing Song
- 1966: Run For The Sun
- 1966: In My Wildest Dreams
- 1967: Maverick’s Flat
- 1967: 20th Century Fox
- 1968: Rock Around The Clock
- 1968: Sea Cruise
- 1969: Beautiful Downtown Burbank
- 1969: Strawberry Wine
- 1970: Charged-Up, Turned-Up Rock-N-Roll Singer
- 1970: Night Time Lady
- 1971: Rockin’ Robin
- 1972: If You’ve Got The Time
- 1974: Rock N’Roll A-B-C’s
- 1975: I Loves Ya
- 1976: Sugar
- 1981: Suzanne Somers
- 1983: Dance To The Bop
- 1988: Rockin’ In My Socks
- 2013: The Sox Are Rockin’
- 2016: Svengoolie Stomp